# Empriu
L'empriu és una norma jurídica del dret consuetudinari català codificada tant en forma d'usatge com en forma de costum, que determina el dret d'ús comunal per part dels veïns d'una vila als béns rústics del municipi, ja siguin pastures, boscos o aigües. El terme empriu o emprius, com a conseqüència, també fa referència a la terra del comú o altre bé objecte d'aquest dret.

## Concepte
És una accessió a la propietat privada de la finca, sigui quina sigui la seva forma jurídica, doncs en les terres conquerides als sarraïns era pràctica comuna que en els drets de propietat de la terra, no hi havia incloses ni les pastures, ni els boscos, ni les aigües. Per la natura d'aquests, hom pressuposava que havien de ser aprofitats comunalment pels veïns de la vila.

## Regulació
Els emprius tingueren una regulació variable, perquè si originàriament el dret d'ús comunal comportava el pagament d'un cànon al senyor feudal, en les terres novament conquerides i colonitzades per carta de poblament es reconeixia el dret d'ús franc (gratuït), per bé que hom pressuposava que cap veí mai no n'abusaria, servint-se només per cobrir les necessitats bàsiques de la seva llar, i mai amb finalitats d'explotació comercial lucrativa. En les Corts de Barcelona (1283) el rei en Pere III d'Aragó «el Gran» confirmà aquest usatge, que també figura com a Costum, i tenia per tant la mateixa força legal que una Constitució catalana.

## Terminologia
Tant la concessió del dret a l'ús de l'empriu, com la recepció del dret s'anomena «empriuar» o «emprivar». A nivell específic, el «forestatge» és el dret d'ús del bosc, i la «gallorsa» és el dret d'ús de les pastures.

## Vigència
Les Desamortitzacions espanyoles perjudicaren greument aquest dret d'ús comunal, per bé que bona part dels municipis catalans els han poguts conservar fins avui en dia, i llur condició jurídica és reconeguda actualment dins l'ordenament jurídic espanyol.